# ورم جيب الأديم الباطن
ورم جيب الأديم الباطن (EST)، المتعارف أيضا باسم ورم الكيس المحي (YST) هو جزء في مجموعة من جرثومة السرطان لورم الخلايا. ورم الخصية هو الأكثر شيوعا في الأطفال أقل من ثلاثة اعوام، وكما هو معروف أيضا باسم سرطان جنيني طفولي. في هذا العمر يكون التشخيص جيد جدا. وعلى العكس من ذلك مثال نقي تماما للرضع، تم العثور في الكبار علي أورام جيب الأديم الباطني في اغلب الاوقات، الأديم الباطن في تكوينه يحدث مع أنواع أخرى للاورام مثل سرطان جنيني ومسخي بصفه خاصه. في حين الورم المسخي هو عادة حميد، وورم جيب الأديم الباطن خبيث.

## التشخيص
الأنسجة من EST تكون متغيره، الأديم الباطن يتضمن الخلايا الخبيثة عادة. هذه الخلايا السرية ألفا فيتو بروتين (ا ف ب)، التي يمكن الكشف عنها في أنسجة الورم، المصل، السائل النخاعي، والبول، وذلك في حالة نادرة من الجنين EST، في السائل الذي يحيط بالجنين. عندما يكون هناك تناقض بين خزعة وAFP نتائج الاختبار ل EST، مبينا وجود EST النتيجة حيث يشير للعلاج.
لأن EST غالبا ما يحدث بصوره صغيره «البؤر الخبيثة» قد يكون ورم أكبر، مسخي عادة، والخزعة هي طريقة لأخذ العينات. خزعة الورم قد تكشف المسخي فقط، في حين ارتفاع AFP سيكشف ان EST موجود أيضا. GATA - 4، وهو عامل النسخ، وأيضا قد يكون مفيدا في تشخيص EST .
تشخيص EST معقد في الحوامل والرضع حيث مستويات عالية للغاية من AFP في هؤلاء الفئتين. متابعة AFP من خلال متابعة الورم يتطلب تصحيح لعمر الحمل في الحوامل، والعمر في الرضع. في الحوامل، وهذا لا يمكن أن يتحقق ببساطة عن طريق اختبار لمصل الورم بدل من AFP . في الرضع، يستخدم لاختبار علامة الورم، ولكن يتم تفسيره باستخدام جدول للإشارة أو رسم بياني ل AFP الطبيعي في الرضع.

## علم الأمراض
EST يمكن أن يكون له العديد من الأشكال بما في ذلك: شبكي، الأديم الباطن للجيوب الأنفية مثل، التكيسات الدقيقة، حليمي، الصلبة، غدي، السنخية، المحي polyvesicular، الملهبة وشبيه بالكبد.
الهيئات شيلر دوفال للأنسجة واصم ويتضمن شكل نمطي مثل جيب الأديم الباطن.
العلاج يتضمن، الجمع بين الجراحة والعلاج الكيميائي. وقد وصف سيسبلاتين، إيتوبوسيد، وبليوميسين للعلاج.
قبل العلاج الكيميائي الحديث، كان هذا الورم قاتل للغاية، ولكن التشخيص تحسن كثيرا منذ ذلك الحين.
عندما يتم علاج أورام جيب الأديم الباطن على سريعا بالجراحة والعلاج الكيميائي، تكون نتائج الموت نادرة.

## المصدر
ورم جيب الأديم الباطن